# Application de la peine de mort dans le monde

La peine de mort dans le monde
Abolie pour tous les crimes
Abolie pour tous les crimes sauf quelques exceptions
Légale mais non appliquée
Légale et appliquée

L'application de la peine de mort dans le monde est pratiquée par plusieurs États de tous les continents, mais la plupart l'ont abolie en droit ou en pratique.
En 2023, 144 pays ont aboli la peine de mort dans leur législation ou en pratique mais 55 pays la pratiquent encore. Le nombre d'exécutions recensées en 2023 a atteint le nombre de 1 153 mises à mort, un record depuis 2015.
En 2023, au moins 16 États ont procédé à des exécutions tandis que 52 pays au total ont prononcé des condamnations à mort.

## La peine de mort État par État
En 2024, on dénombre dans le monde :
- 112 États ayant aboli la peine de mort en toutes circonstances
- 9 États ne conservant la peine de mort que pour des crimes commis en temps de guerre et des crimes contre l'humanité
- 23 États considérés comme abolitionnistes en pratique car n'ayant procédé à aucune exécution ces dix dernières années et qui semblent avoir pour pratique établie de s'abstenir de procéder à des exécutions
- 55 États appliquant la peine de mort

### Afrique
| Pays                             | Statut               | Année de la dernière(s) exécution(s)                              | Année d'abolition pour crimes de droit commun | Année d'abolition pour tous les crimes | Notes |
| -------------------------------- | -------------------- | ----------------------------------------------------------------- | --------------------------------------------- | -------------------------------------- | --- |
| Afrique du Sud                   | Pleinement abolie    | 1989                                                              | 1995                                          | 1995                                   | La dernière exécution par le gouvernement sud-africain a eu lieu le 14 novembre 1989. Une exécution a eu lieu dans la "patrie" internationalement non reconnue de Venda en 1991. La peine capitale a été déclarée inconstitutionnelle par la Cour constitutionnelle le 6 juin 1995 dans l'affaire S c Makwanyane. En 1997, la loi portant modification du droit pénal a officiellement supprimé les dispositions invalides du statut et prévoyait la réincarcération des prisonniers précédemment condamnés à mort. Le 25 mai 2005, la Cour constitutionnelle a ordonné que toutes les condamnations à mort restantes dans le pays soient annulées et les prisonniers renvoyés dès que possible. |
| Algérie                          | Non appliquée        | 1993                                                              |                                               |                                        | Voir Peine de mort en Algérie. |
| Angola                           | Pleinement abolie    | 1977                                                              | 1992                                          | 1992                                   | Abolie en 1992 par la Constitution. |
| Bénin                            | Pleinement abolie    | 1987                                                              | 2012                                          | 2012                                   | Le 6 juillet 2012, le Bénin a adhéré au deuxième Protocole additionnel au Pacte international relatif aux droits civils et politiques qui rend le Bénin abolitionniste. La décision a été confirmée par la Cour constitutionnelle en janvier 2016, bien que la peine de mort soit toujours présente dans les statuts. |
| Botswana                         | Appliquée            | 2021                                                              |                                               |                                        | Pendaison, mais l'État a également le pouvoir de déterminer la méthode d'exécution selon la nature de l'infraction commise. Peine de mort pour meurtre ; espionnage ; trahison ; attentat à la vie du chef de l'État ; mutinerie ; désertion face à l'ennemi, piraterie aggravée et terrorisme. Les personnes exemptées de la peine capitale sont les femmes enceintes, les adolescents de moins de 18 ans au moment du crime et les malades mentaux. Voir Peine de mort au Botswana. |
| Burkina Faso                     | Partiellement abolie | 1988                                                              | 2018                                          |                                        | Peine de mort abolie pour les crimes de droit commun en 2018; toujours maintenue pour les crimes de guerre. |
| Burundi                          | Pleinement abolie    | 2000                                                              | 2009                                          | 2009                                   | La peine de mort a été abolie dans le code pénal révisé de 2009. Les exécutions extrajudiciaires sont encore monnaie courante. Bien qu'il ait aboli la peine capitale, le Burundi a voté contre le moratoire de l'ONU sur la peine de mort (en) en 2016. |
| Cameroun                         | Non appliquée        | 1997                                                              |                                               |                                        | Pendaison, peloton d'exécution. Peine de mort pour sécession, espionnage, trahison, terrorisme, meurtre aggravé, meurtre prémédité, vol violent entraînant la mort ou causant des lésions corporelles graves, l'enlèvement d'un mineur entraînant la mort de celui-ci, agression contre un employé de l'État avec l'intention de le tuer, tentative de crime passible de mort et complot en vue de commettre un crime passible de mort, pillage par des gangs utilisant la force en temps de guerre et incitation à la guerre,. En février 2014, le président de la République, Paul Biya, a commué toutes les peines des personnes condamnées à mort en prison à vie. Le décret a commué leurs peines en 25 ans d'emprisonnement. Cependant, des condamnations à mort ont continué d'être prononcées à partir de 2016. Voir Peine de mort au Cameroun. |
| Cap-Vert                         | Pleinement abolie    | Aucune depuis l'indépendance en 1975 (1835, avant l'indépendance) | 1981                                          | 1981                                   | La dernière exécution a eu lieu en 1835 en tant que colonie portugaise. Abolie en 1981 par la Constitution. |
| Comores                          | Non appliquée        | 1997                                                              |                                               |                                        | Peloton d'exécution. Peine de mort pour meurtre aggravé, meurtre, commentaires publics, viol (si cela entraîne la mort de la victime), actes barbares, y compris torture, et viol aggravé. Les personnes exclues de la peine capitale sont les femmes enceintes, les femmes avec de jeunes enfants, les adolescents de moins de 18 ans au moment du crime et les malades mentaux. |
| Côte d'Ivoire                    | Pleinement abolie    | Aucune depuis l'indépendance en 1960                              | 2000                                          | 2000                                   | |
| Djibouti                         | Pleinement abolie    | Aucune depuis l'indépendance en 1977                              | 1995                                          | 1995                                   | |
| Égypte                           | Appliquée            | 2022                                                              |                                               |                                        | Pendaison/Peloton d'exécution. Peine de mort pour viol (si la victime est également kidnappée), meurtre, trahison, terrorisme, espionnage, parjure causant une exécution injustifiée et trafic de drogue organisé. Les personnes excusées de la peine de mort sont: les femmes avec de jeunes enfants, les femmes enceintes, les adolescents de moins de 18 ans au moment du crime et les malades mentaux. En Égypte, on estime qu'au moins 1 700 personnes ont été exécutées sous la peine de mort et que 1 413 condamnations à mort ont été prononcées à elles seules entre 2007 et 2014. Depuis début 2015, au moins 354 condamnations à mort ont été prononcées, cependant, les chiffres ne sont pas totalement fiables, car le secret du gouvernement autour de la peine capitale les empêche de divulguer des informations complètes.             |
| Érythrée                         | Non appliquée        | 1989                                                              |                                               |                                        | Pendaison, peloton d'exécution. La dernière exécution remonte à 1989 lorsque l'Érythrée était partie intégrante de l'Éthiopie. Peine de mort pour meurtre, vol à main armée, espionnage, trahison, crimes économiques, infractions militaires, crimes de guerre et génocide. Au moins une exécution a pu avoir lieu entre 1999 et 2008, mais cela n'est pas confirmé. |
| Eswatini                         | Non appliquée        | 1983                                                              |                                               |                                        | Peine de mort pour meurtre et trahison. |
| Éthiopie                         | Non appliquée        | 2007                                                              |                                               |                                        | Peloton d'exécution. Peine de mort pour meurtre, vol qualifié entraînant la mort ou une invalidité permanente de la victime, vol à main armée, terrorisme, certains crimes économiques, espionnage, trahison, certaines infractions militaires, complot armé, crimes de guerre, génocide, tentatives de crimes capitaux, certains crimes économiques en temps de guerre et les outrages à la Constitution. |
| Gabon                            | Pleinement abolie    | 1985                                                              | 2010                                          | 2010                                   | Abolie en février 2010. |
| Gambie                           | Non appliquée        | 2012                                                              |                                               |                                        | Pendaison, peloton d'exécution. Peine de mort pour trahison, meurtre et terrorisme. La peine capitale a été abolie en 1993 mais a été rétablie par le Conseil de direction provisoire des forces armées en août 1995. En février 2018, la Gambie a annoncé un moratoire sur la peine de mort. En septembre 2018, la Gambie a ratifié le deuxième Protocole facultatif se rapportant au Pacte international relatif aux droits civils et politiques. En mai 2019, le pays a commué 22 condamnations à mort en réclusion à perpétuité. |
| Ghana                            | Non appliquée        | 1993                                                              |                                               |                                        | Peloton d'exécution, pendaison. Peine de mort pour meurtre ; trahison; vol à main armée. En 2014, il a été convenu qu'un référendum serait organisé sur plusieurs amendements constitutionnels, y compris l'abolition de la peine capitale. |
| Guinée                           | Pleinement abolie    | 2001                                                              | 2016                                          | 2017                                   | Abolie en 2016 pour les crimes ordinaires, en 2017 pour tous les crimes. |
| Guinée-Bissau                    | Pleinement abolie    | 1986                                                              | 1993                                          | 1993                                   | Abolie en 1993 par la Constitution. |
| Guinée équatoriale               | Partiellement abolie | 2014                                                              | 2022                                          | 2022                                   | Le 19 septembre 2022, le président Teodoro Obiang Nguema Mbasogo a promulgué un nouveau code pénal qui abolit la peine de mort mais celle-ci est exceptionnellement toujours possible |
| Kenya                            | Non appliquée        | 1987                                                              |                                               |                                        | Pendaison. Peine de mort pour terrorisme, actes de terrorisme, haute trahison, meurtre, vol à main armée, trahison, infractions militaires et prestation de serment censé contraindre une personne à commettre une infraction passible de la peine de mort. Le 3 août 2009, les peines capitales de 4 000 condamnés à mort ont été commuées en réclusion à perpétuité et des études gouvernementales ont été ordonnées pour déterminer si la peine de mort avait un impact sur la criminalité. |
| Lesotho                          | Non appliquée        | 1995                                                              |                                               |                                        | Pendaison. Peine de mort pour meurtre, trahison, viol et infractions militaires telles que la mutinerie. |
| Liberia                          | Non appliquée        | 2000                                                              |                                               |                                        | Pendaison. Peine de mort pour meurtre aggravé, vol à main armée, terrorisme, "mercenariat" entraînant la mort, détournement d'avions, trahison et espionnage. Le 16 septembre 2005, le Libéria a adhéré au deuxième Protocole facultatif se rapportant au Pacte international relatif aux droits civils et politiques, abolissant la peine de mort, mais en a réintroduit des éléments en juillet 2008,. |
| Libye                            | Non appliquée        | 2010                                                              |                                               |                                        | Peloton d'exécution. La Libye a exécuté plus de personnes (18) en 2010 que tout autre État africain. Les lois actuelles autorisent la peine capitale pour haute trahison, tenter de changer de force la forme de gouvernement, meurtre prémédité, meurtre aggravé, terrorisme, trafic de drogue, vol qualifié entraînant la mort, l'espionnage et les infractions militaires telles que l'assistance à l'ennemi ou l'atteinte à la défense ou à l'intégrité territoriale de l'État,. Amnesty International rapporte que des organisations libyennes de défense des droits de l'Homme auraient signalé 31 exécutions entre 2018 et 2020, mais cela n'est pas officiellement confirmé. |
| Madagascar                       | Pleinement abolie    | Aucune depuis l'indépendance en 1960 (1958, avant l'indépendance) | 2014                                          | 2014                                   | Abolie le 10 décembre 2014. Auparavant, le 24 septembre 2012, Madagascar avait signé le deuxième Protocole facultatif se rapportant au Pacte international relatif aux droits civils et politiques. |
| Malawi                           | Pleinement abolie    | 1992                                                              | 2021                                          | 2021                                   | Abolie en 2021. Auparavant, la pendaison était utilisée. La peine de mort était pour meurtre; viol; vol violent; cambriolage; trahison; effractions et infractions militaires. |
| Mali                             | Non appliquée        | 1980                                                              |                                               |                                        | Exécutions par peloton d'exécution. Peine de mort pour meurtre aggravé; terrorisme; vol violent, vol à main armée ou vol collectif; incendie criminel; enlèvement; trahison; espionnage; certaines infractions militaires; crimes contre l'humanité; génocide; agression d'employés de l'État en service avec l'intention de causer la mort; empoisonnement ou empoisonnement massif des approvisionnements en eau; commettre des actes de torture ou des actes barbares au cours d'une infraction grave et tenter un crime passible de la peine de mort. Actuellement, aucun individu n'a été exécuté depuis 1980, faisant du Mali un pays abolitionniste de fait. |
| Maroc                            | Non appliquée        | 1993                                                              |                                               |                                        | Peine de mort pour terrorisme, trahison, espionnage, corruption, parjure entraînant une exécution injustifiée et un meurtre aggravé. En décembre 2013, un groupe d'opposition parlementaire a déposé un projet de loi visant à abolir la peine de mort au Maroc. Le député qui a présenté le projet de loi s'est dit « optimiste » quant à l'adoption du projet de loi « au vu du mouvement de réforme actuel au Maroc ». Voir Peine de mort au Maroc. |
| Maurice                          | Pleinement abolie    | 1987                                                              | 1995                                          | 1995                                   | |
| Mauritanie                       | Non appliquée        | 1987                                                              |                                               |                                        | Peine de mort pour homosexualité, sodomie, apostasie (aucune exécution enregistrée), blasphème, adultère, meurtre, meurtre aggravé, terrorisme, torture, viol, vol à main armée, tentative de vol à main armée, incendie criminel, complicité d'un crime passible de la mort, agression contre un juge ou un agent public dans l'exercice de ses fonctions ayant entraîné sa mort, enlèvement entraînant la mort, abandon d'un enfant ou d'une personne inapte causant sa mort, espionnage, trahison, parjure ayant entraîné une exécution cas de récidive et de destruction volontaire de bâtiments, de ponts, de barrages ou de routes causant des morts. |
| Mozambique                       | Pleinement abolie    | 1986                                                              | 1990                                          | 1990                                   | Abolie en novembre 1990 par la Constitution. |
| Namibie                          | Pleinement abolie    | Aucune depuis l'indépendance en 1990 (1988, avant l'indépendance) | 1990                                          | 1990                                   | La dernière exécution a eu lieu en 1988 alors que la Namibie était occupée par l'Afrique du Sud. Abolie en mars 1990 par la Constitution. |
| Niger                            | Non appliquée        | 1976                                                              |                                               |                                        | Exécutions par peloton d'exécution. Peine de mort autorisée pour meurtre aggravé; castration entraînant la mort; kidnapping d'un mineur entraînant sa mort; terrorisme; vol qualifié; trahison; espionnage; génocide; crimes contre l'humanité; tentative ou complot en vue de commettre un génocide, des crimes contre l'humanité et certains crimes de guerre; torture; traite des êtres humains; empoisonnement; hébergement de criminels; parjure conduisant à la condamnation à mort d'une personne; tentative de commettre une infraction passible de la peine de mort et redicivisme dans le cas des infractions les plus graves. Abolitionniste de fait puisque la dernière exécution a eu lieu en 1976. |
| Nigeria                          | Appliquée            | 2016                                                              |                                               |                                        | Peine de mort pour meurtre; blasphème; homosexualité; adultère; trahison; viol; vol qualifié; inceste; aide au suicide d'une personne légalement incapable de consentir; parjure dans une affaire capitale entraînant une exécution abusive; terrorisme; actes terroristes; certaines infractions militaires; sodomie; enlèvement et pratique de croyances autochtones dans les États appliquant la charia. Chacun des 36 États a ses propres lois. Les États du Nord (à majorité musulmane) appliquent également la charia. Certains États du sud du Nigéria sont abolitionnistes de fait puisqu'ils ont imposé un moratoire sur la peine de mort depuis 2004, tandis que d'autres continuent de procéder à des exécutions. |
| Ouganda                          | Non appliquée        | 2005                                                              |                                               |                                        | Peine de mort pour meurtre, terrorisme, enlèvement, viol, vol si l'auteur de l'infraction utilise ou menace d'utiliser une arme mortelle, entraînant la mort ou causant un « préjudice grave » à quiconque, la contrebande si l'auteur de l'infraction utilise ou menace d'utiliser une arme mortelle, entraînant la mort ou causant un « préjudice grave » à quiconque, trahison et certaines infractions militaires,. En 2009, la Cour suprême (en) a confirmé une décision de la Cour constitutionnelle (en) de 2005 selon laquelle, bien que la peine de mort soit constitutionnelle, son utilisation comme peine obligatoire pour certains crimes ne l'était pas. En 2019, la peine de mort obligatoire a été abolie par la loi. |
| République centrafricaine        | Pleinement abolie    | 1981                                                              | 2022                                          | 2022                                   | L'Assemblée nationale a adopté un projet de loi abolissant la peine capitale le 27 mai 2022. Le président Touadéra s'est engagé à le signer pour en faire une loi. |
| République démocratique du Congo | Non appliquée        | 2003                                                              |                                               |                                        | Pendaison, exécution par armes à feu. Peine de mort pour meurtre, meurtre aggravé, trahison, destruction d'installations militaires entraînant la mort, imposition de procès superstitieux par épreuve entraînant la mort, terrorisme, vol à main armée, trafic de drogue et possession de drogue en temps de guerre, espionnage, détournement par un procureur de la biens confisqués en temps de guerre, certaines infractions militaires, crimes de guerre, génocide et crimes contre l'humanité. |
| République du Congo              | Pleinement abolie    | 1982                                                              | 2015                                          | 2015                                   | Peine de mort abolie en novembre 2015 par la Constitution. |
| Rwanda                           | Pleinement abolie    | 1998                                                              | 2007                                          | 2007                                   | Étant donné que certains des auteurs du génocide rwandais ont fui vers des pays qui refusent d'extrader des suspects vers des pays appliquant la peine capitale, le parlement rwandais a voté en faveur de l'abolition de la peine capitale en 2007. |
| Sao Tomé-et-Principe             | Pleinement abolie    | Aucune depuis l'indépendance en 1975                              | 1990                                          | 1990                                   | Abolie en septembre 1990 par la Constitution. Voir Peine de mort à Sao Tomé-et-Principe. |
| Sénégal                          | Pleinement abolie    | 1967                                                              | 2004                                          | 2004                                   | |
| Seychelles                       | Pleinement abolie    | Aucune depuis l'indépendance en 1976                              | 1993                                          | 1993                                   | Abolie en juin 1993 par la Constitution. |
| Sierra Leone                     | Pleinement abolie    | 1998                                                              | 2021                                          | 2021                                   | La peine capitale a été abolie en 2021 Auparavant, la peine de mort était utilisée pour trahison; meurtre; vol aggravé. En vertu du Tribunal spécial pour la Sierra Leone, la peine de mort n'était pas une punition pour les crimes de guerre. |
| Somalie                          | Appliquée            | 2022                                                              |                                               |                                        | Pendaison, peloton d'exécution ou lapidation. La Somalie est le seul État africain qui procède à des exécutions publiques. Les lois du gouvernement fédéral de transition autorisaient l'exécution (dans la zone limitée du pays qu'il contrôlait auparavant) pour meurtre, terrorisme, trahison, espionnage, certaines infractions militaires, blasphème, apostasie et adultère. |
| Soudan                           | Appliquée            | 2021                                                              |                                               |                                        | Lacet étrangleur. Peine de mort pour guerre contre l'État, prostitution, trafic de drogue, trahison, parjure dans une affaire capitale entraînant une exécution injustifiée, espionnage, actes susceptibles de mettre en danger l'indépendance ou l'unité de l'État, meurtre, vol à main armée, encouragement au suicide d'un individu incapable de donner son consentement légal, terrorisme, viol et inceste commis par un délinquant marié. |
| Soudan du Sud                    | Appliquée            | 2022                                                              |                                               |                                        | Peine de mort pour trahison, insurrection, banditisme, sabotage ou terrorisme entraînant la mort, parjure dans une affaire capitale conduisant à une exécution injustifiée, meurtre, tentative de meurtre causant des blessures par une personne condamnée à perpétuité pour un meurtre antérieur, brigandage avec meurtre et le trafic de drogue dans des circonstances aggravantes. |
| Tanzanie                         | Non appliquée        | 1994                                                              |                                               |                                        | Peine de mort pour meurtre; trahison; infractions militaires; la mutinerie de la part d'agents pénitentiaires; et l'avortement (dans la région semi-autonome de Zanzibar). |
| Tchad                            | Pleinement abolie    | 2015                                                              | 2020                                          | 2020                                   | La peine capitale a été abolie en 2014, puis réintroduite l'année suivante pour les actes de terrorisme. En avril 2020, le Parlement tchadien a aboli à l'unanimité la peine de mort pour terrorisme,. |
| Togo                             | Pleinement abolie    | 1978                                                              | 2009                                          | 2009                                   | |
| Tunisie                          | Non appliquée        | 1990                                                              |                                               |                                        | Peine de mort pour meurtre, terrorisme, actes de terrorisme, violence et agression, attaques contre la sécurité extérieure de l'État, enlèvement et séquestration entraînant la mort, trahison, espionnage, viol, incendie criminel, infractions militaires, tentative d'infraction passible de la peine de mort et agression physique contre un juge en fonction, avec menace ou utilisation d'une arme. Le 6 janvier 2014, l'Assemblée nationale constituante a voté pour le maintien de la peine capitale dans la prochaine constitution en Tunisie. Les votes étaient par 135 oui sur un total de 174. Depuis 2015, il est possible de prononcer la peine de mort pour terrorisme. |
| Zambie                           | Pleinement abolie    | 1997                                                              |                                               | 2022                                   | Avant l'abolition, peine de mort pour meurtre, vol aggravé, haute trahison. Le président Levy Mwanawasa a déclaré en 2004 que « Tant que je resterai président, je n'exécuterai pas d'arrêt de mort ». En 2022, le président Hakainde Hichilema a annoncé que la peine de mort serait abolie, abolition décrétée en décembre 2022. |
| Zimbabwe                         | Partiellement abolie | 2005                                                              | 2024                                          | 2024                                   | L'abolition peut être levée en cas d’état d’urgence. Auparavant, peine de mort applicable pour meurtre, haute trahison, terrorisme, certaines infractions militaires, tentative de meurtre, incitation ou complot en vue de commettre un meurtre, crimes de guerre et génocide. |

### Amériques
| Pays                            | Statut               | Année de la dernière(s) exécution(s) | Année d'abolition pour les crimes de droit commun | Année d'abolition pour tous les crimes | Notes |
| ------------------------------- | -------------------- | ------------------------------------ | ------------------------------------------------- | -------------------------------------- | --- |
| Antigua-et-Barbuda              | Non appliquée        | 1991                                 |                                                   |                                        | Pendaison. Peine de mort pour meurtre et trahison. Actuellement, aucun individu n'est sous le coup d'une condamnation à mort, la dernière condamnation à mort dans le pays ayant été commuée en 2016. |
| Argentine                       | Pleinement abolie    | 1956                                 | 1984                                              | 2009                                   | La Constitution de 1853 dispose que « La peine de mort pour les délits politiques, toutes sortes de torture et la flagellation, est abolie à jamais. » Et a été complètement abolie par le Code pénal du 30 avril 1922. Malgré cela, elle a été rétablie à plusieurs reprises : - Entre le 6 septembre 1930 par la loi martiale et le 20 février 1932. - Entre le 9 juin 1956 par la loi martiale imposant des exécutions sommaires et abolie le 13 juin 1956. - Entre le 2 juin 1970, et aboli le 27 mai 1973. - Entre le 25 juin 1976 et définitivement abolie le 9 août 1984. Le 26 août 2008, un nouveau code de justice militaire a été promulgué, abolissant la peine de mort. Le nouveau Code est entré en vigueur six mois plus tard, le 26 février 2009,. |
| Bahamas                         | Non appliquée        | 2000                                 |                                                   |                                        | Pendaison. Peine de mort pour trahison, piratage et meurtre. Actuellement, aucun individu n'est sous le coup d'une condamnation à mort, la dernière condamnation à mort dans le pays ayant été commuée en 2016. |
| Barbade                         | Non appliquée        | 1984                                 |                                                   |                                        | Peine de mort pour meurtre, terrorisme, participation à une mutinerie, trahison et espionnage. Actuellement en cours d'examen avant la CIDH malgré un soutien national fort,. |
| Belize                          | Non appliquée        | 1985                                 |                                                   |                                        | Peine de mort pour meurtre, sauf lorsque des circonstances atténuantes peuvent être prouvées, meurtre aggravé, crimes de guerre, crimes contre l'humanité, génocide, certaines infractions militaires et trahison. |
| Bermudes                        | Pleinement abolie    | 1977                                 | 2000                                              | 2000                                   | |
| Bolivie                         | Pleinement abolie    | 1973                                 | 1997                                              | 2009                                   | Abolie pour les crimes ordinaires en 1997. « La peine de mort n'existe pas » (article 15). |
| Brésil                          | Partiellement abolie | 1876                                 | 1979                                              |                                        | Pendaison (dans le passé, pour les infractions civiles), peloton d'exécution (infractions militaires). Le Brésil a toujours maintenu la peine de mort en temps de guerre dans le cadre de son Code militaire mais, après que le Brésil est devenu une République en 1889, la peine capitale pour les infractions civiles ou pour les infractions militaires commises en temps de paix a été abolie par la première Constitution républicaine, adoptée en 1891. La peine de mort pour les crimes commis en temps de paix a ensuite été rétablie pendant deux périodes (de 1938 à 1946 et de 1969 à 1978), mais à ces occasions elle a été limitée aux actes de terrorisme ou de subversion considérés comme une « guerre interne »,. Un seul civil a été condamné à mort pendant la période républicaine, en 1969, mais la peine a été commuée et n'a pas été exécutée. À l'époque républicaine, toutes les peines de mort militaires prononcées pour des crimes commis en temps de guerre (la Seconde Guerre mondiale était le dernier conflit militaire international du Brésil) étaient de la même manière commuées et non exécutées. La Constitution actuelle du Brésil (1988) interdit expressément le recours à la peine capitale, sauf pour les infractions militaires commises pendant une guerre dûment déclarée par le Congrès. La dernière personne condamnée à mort à avoir été exécutée au Brésil l'a été en 1876, à l'époque impériale. Après 1876, l'empereur Pedro II a adopté dans la pratique une politique abolitionniste par son droit de grâce en tant que chef de l'État, en ordonnant que toutes les condamnations à mort soient soumises par les tribunaux au gouvernement impérial pour examen concernant la commutation (même sans demande de grâce ou de commutation du condamné) et en accordant des commutations pour toutes les condamnations à mort prononcées. |
| Canada                          | Pleinement abolie    | 1962                                 | 1976                                              | 1999                                   | Abolie en 1976 pour les crimes de droit commun (dernière exécution en 1962, dernière condamnation à mort en 1976), abolie en 1999 pour les infractions militaires (dernière exécution en 1945). Voir Peine de mort au Canada. |
| Chili                           | Partiellement abolie | 1985                                 | 2001                                              |                                        | Exécutions par armes à feu. La peine de mort reste applicable au personnel militaire pour crimes de guerre et crimes contre l'humanité en temps de guerre. Abolie de la justice civile en 2001. |
| Colombie                        | Pleinement abolie    | 1907                                 | 1910                                              | 1910                                   | Abolie en 1910 par une réforme constitutionnelle. Interdit par la Constitution colombienne de 1991 : « Le droit à la vie est inviolable. Il n'y aura pas de peine de mort. » Voir Peine de mort en Colombie. |
| Costa Rica                      | Pleinement abolie    | 1859                                 | 1877                                              | 1877                                   | Abolie en 1877 par la Constitution. |
| Cuba                            | Non appliquée        | 2003                                 |                                                   |                                        | Peloton d'exécution. Peine de mort pour meurtre, tentative de meurtre, détournement d’avion, actes de terrorisme, trahison, espionnage, infractions politiques, viol d’enfant, agression d’un enfant de moins de 12 ans avec circonstances aggravantes, viol d’un adulte avec circonstances aggravantes, le viol d'un adulte entraînant la mort, la maladie ou des lésions corporelles graves, le vol avec circonstances aggravantes, les infractions liées aux drogues, la production de pornographie enfantine, le trafic d'enfants, la prostitution des enfants, la corruption d'enfants, la piraterie, le travail en tant que mercenaire, l'apartheid, le génocide et la pédophilie. S'il n'y a pas eu d'exécutions au cours de la dernière décennie (la dernière exécution a eu lieu le 11 avril 2003), que les dernières condamnations à mort ont été commuées par la Cour suprême en 2010 et que personne n'a été condamné à mort depuis lors, il n'y a cependant pas de moratoire ou de politique abolitionniste, rendant le pays toujours rétentionniste,. Voir Peine de mort à Cuba. |
| Dominique                       | Non appliquée        | 1986                                 |                                                   |                                        | Exécutions par pendaison. Peine de mort pour meurtre aggravé et trahison. |
| Équateur                        | Pleinement abolie    | 1884                                 | 1906                                              | 1906                                   | Abolie en 1906 par la Constitution. |
| États-Unis                      | Appliquée            | 2022                                 |                                                   |                                        | Les méthodes varient selon la politique de l'État, fédérale et militaire, mais comprennent l'injection létale, la pendaison, le peloton d'exécution, la chaise électrique et la chambre à gaz. La loi fédérale prévoit la peine de mort pour de nombreux crimes liés à l'homicide, l'espionnage, la trahison, le terrorisme, le meurtre, le vol qualifié et les cas extrêmes de trafic de drogue,. 27 des 50 États recourent actuellement à des condamnations à mort, bien que certains soient sous moratoire ou n'aient procédé à aucune exécution depuis des décennies. Parmi les territoires non étatiques, les Samoa américaines ont toujours la peine capitale comme statut local, et les autres l'ont abolie. La Cour suprême a drastiquement limité les crimes pour lesquels la peine de mort peut être une punition. Il a également aboli la peine de mort pour les crimes commis par une personne âgée de moins de 18 ans. Les condamnations à mort peuvent être prononcées par un jury ou un juge (à l'issue d'un procès en banc ou d'un plaidoyer de culpabilité). Voir Peine de mort aux États-Unis. |
| Grenade                         | Non appliquée        | 1978                                 |                                                   |                                        | |
| Guatemala                       | Partiellement abolie | 2000                                 | 2017                                              |                                        | Injection létale. Jusqu'en 2017, la peine de mort était prévue pour des infractions tels que le meurtre, l'espionnage, la trahison, le trafic de drogue, l'enlèvement, la torture et le terrorisme. Abolie pour les affaires civiles en 2017. Voir Peine de mort au Guatemala. |
| Guyana                          | Non appliquée        | 1997                                 |                                                   |                                        | Peine de mort pour les actes terroristes; meurtre, trahison et vol à main armée, piraterie, trafic de drogue et infractions terroristes entraînant la mort. Alors que la Constitution stipule que la peine de mort n'est pas une peine obligatoire, de nombreuses dispositions du code pénal suggèrent que la peine de mort peut être obligatoire pour ces crimes car aucune alternative à une telle condamnation à mort n'est prévue dans aucune loi. |
| Haïti                           | Pleinement abolie    | 1972                                 | 1987                                              | 1987                                   | Abolie en 1987 par la Constitution. |
| Honduras                        | Pleinement abolie    | 1940                                 | 1956                                              | 1956                                   | Abolie en 1956 par la Constitution. |
| Jamaïque                        | Non appliquée        | 1988                                 |                                                   |                                        | Peine de mort pour meurtre. |
| Mexique                         | Pleinement abolie    | 1961 (militaire) 1957 (civil)        | 1976                                              | 2005                                   | Abolie pour tous les crimes en 2005. |
| Nicaragua                       | Pleinement abolie    | 1930                                 | 1979                                              | 1979                                   | Abolie en 1979 par la Constitution. |
| Panama                          | Pleinement abolie    | 1903                                 | 1903                                              | 1903                                   | Abolie en 1903 par la Constitution. |
| Paraguay                        | Pleinement abolie    | 1917                                 | 1992                                              | 1992                                   | Abolie en 1992 par la Constitution. |
| Pérou                           | Partiellement abolie | 1979                                 | 1979                                              |                                        | Peloton d'exécution. Peine de mort pour trahison; terrorisme; espionnage; génocide; mutinerie; désertion en temps de guerre. Abolie pour d'autres crimes 1979. |
| République dominicaine          | Pleinement abolie    | 1966                                 | 1966                                              | 1966                                   | Abolie en 1966 par la Constitution. |
| Saint-Christophe-et-Niévès      | Non appliquée        | 2008                                 |                                                   |                                        | Pendaison. Peine de mort pour meurtre et trahison. |
| Saint-Vincent-et-les-Grenadines | Non appliquée        | 1995                                 |                                                   |                                        | Pendaison. Peine de mort pour meurtre et trahison. |
| Sainte-Lucie                    | Non appliquée        | 1995                                 |                                                   |                                        | Pendaison. Peine de mort pour meurtre et trahison. |
| Salvador                        | Partiellement abolie | 1973                                 | 1983                                              |                                        | Ne peut être imposée que dans les cas prévus par les lois militaires pendant un état de guerre internationale. Abolie pour d'autres crimes en 1983. |
| Suriname                        | Pleinement abolie    | 1982                                 | 2015                                              | 2015                                   | Abolie en 2015. |
| Trinité-et-Tobago               | Non appliquée        | 1999                                 |                                                   |                                        | Pendaison. Peine de mort pour meurtre et trahison. |
| Uruguay                         | Pleinement abolie    | 1902                                 | 1907                                              | 1907                                   | Abolie par la "loi n°3238" du 23 septembre 1907 et par la Constitution de 1918 (en). |
| Venezuela                       | Pleinement abolie    | Aucune depuis l'indépendance en 1830 | 1863                                              | 1863                                   | Abolie en 1863 par la Constitution. |

### Asie
| Pays                               | Statut               | Année de la dernière(s) exécution(s)                              | Année d'abolition pour les crimes de droit commun | Année d'abolition pour tous les crimes | Notes |
| ---------------------------------- | -------------------- | ----------------------------------------------------------------- | ------------------------------------------------- | -------------------------------------- | --- |
| Afghanistan (gouvernement taliban) | Appliquée            | 2021                                                              |                                                   |                                        | Pendaison; exécution par arme à feu; lapidation. La charia des talibans autorise la peine capitale pour : le meurtre si la famille de la victime considère que la mort est la peine appropriée ; les infractions liées au terrorisme ; trahison; espionnage; adultère; homosexualité; sodomie; apostasie (on ne sait pas si les musulmans qui ne prient pas cinq fois par jour sont considérés comme des apostats) ; blasphème (en); et donner un faux témoignage entraînant l'exécution d'un innocent. Bien que jouer de la musique, chanter et danser soient passibles de châtiments corporels, il y a eu des situations où les talibans ont exécuté les coupables malgré tout,. Des enfants âgés de plus de 10 ans ont été exécutés par les talibans pour avoir aidé des alliés afghans, une policière enceinte a également été exécutée. |
| Arabie saoudite                    | Appliquée            | 2022                                                              |                                                   |                                        | Décapitation, peloton d'exécution, lapidation. L'Arabie saoudite procède à des exécutions publiques. Les lois islamiques actuelles autorisent l'utilisation de la peine capitale pour de nombreuses infractions violentes et non violentes, notamment le cambriolage aggravé, la trahison, l'espionnage, ainsi que l'homosexualité, l'adultère; meurtre; blasphème; apostasie; trafic de drogue; viol; vol à main armée; certaines infractions militaires; la sorcellerie; l'inconduite sexuelle et le terrorisme. La méthode la plus souvent utilisée est la décapitation avec un cimeterre, bien que le peloton d'exécution soit parfois utilisé. Les corps peuvent être exposés au public. Voir Peine de mort en Arabie saoudite. |
| Bahreïn                            | Appliquée            | 2019                                                              |                                                   |                                        | La pendaison et le peloton d'exécution sont utilisés. Peine de mort pour meurtre avec préméditation; meurtre aggravé; viol, agression sexuelle ou viol statutaire, enlèvement; viol d'enfant; incendie criminel; agression; obstruction délibérée aux funérailles ou aux services commémoratifs; certains crimes contre les biens, les transports ou l'agriculture dans des circonstances aggravantes; terrorisme; complot pour renverser le régime; collaborer avec un pays étranger hostile; menaçant la vie de l'émir; le mépris des ordres militaires en temps de guerre ou de la loi martiale; parjure causant une exécution injustifiée; trahison; trafic de drogue et espionnage. |
| Bangladesh                         | Appliquée            | 2022                                                              |                                                   |                                        | Voir Peine de mort au Bangladesh. |
| Bhoutan                            | Pleinement abolie    | 1974                                                              | 2004                                              | 2004                                   | |
| Birmanie                           | Appliquée            | 2022                                                              |                                                   |                                        | Voir Peine de mort en Birmanie. |
| Brunei                             | Non appliquée        | Aucune depuis l'indépendance en 1984 (1957, avant l'indépendance) |                                                   |                                        | Voir Peine de mort au Brunei. |
| Cambodge                           | Pleinement abolie    | 1989                                                              | 1989                                              | 1989                                   | Abolie en 1989 par la Constitution. |
| Chine                              | Appliquée            | 2022                                                              |                                                   |                                        | Peloton d'exécution, injection létale. Le 25 février 2011, la nouvelle loi pénale chinoise a réduit le nombre de crimes passibles de la peine de mort de 13, passant de 68 infractions à 55. Les lois autorisent la peine capitale pour détournement de fonds; viol (en particulier d'enfants); fraude; bombardement; participation à une émeute; séparatisme; rébellion armée; collaborationnisme; dissidence politique; subversion; terrorisme; répandre des poisons/substances dangereuses; traite des personnes; forcer une personne à se prostituer (en particulier des enfants, souvent après un enlèvement ou un viol); le piratage; vol; trafic de drogue; la corruption; incendie criminel; détournement d'avion entraînant la mort; la production ou la vente d'aliments contaminés ou de faux médicaments entraînant la mort ou des blessures graves; participation à une émeute armée au sein d'une prison ou à une évasion de prison; meurtre; meurtre aggravé; cambriolage; enlèvement; vol qualifié; vol à main armée; espionnage; trahison; braconnage; infractions militaires (comme l'insubordination, la lâcheté); sabotage de l'électricité, du gaz, du carburant, du pétrole, des armes, des produits inflammables, des explosifs et des communications/installations militaires; possession, transport, contrebande ou vente illégaux d'explosifs ou d'armes à feu; fabriquer, vendre, transporter ou stocker illégalement des matières dangereuses; le trafic ou la contrebande de matières nucléaires et la mise en danger de la sécurité nationale. Même les couches supérieures de la société chinoise ne sont pas exemptées de la peine de mort, le milliardaire Liu Han (en) ayant été exécuté le 9 février 2015,. Voir Peine de mort en Chine.                                                                   |
| Corée du Nord                      | Appliquée            | 2022                                                              |                                                   |                                        | Diverses méthodes sont utilisées, notamment le peloton d'exécution, la pendaison ou la décapitation. La Corée du Nord procède principalement à des exécutions privées, mais effectue également des exécutions publiques. Les lois actuelles autorisent la peine de mort pour les infractions liées aux drogues; complots contre la souveraineté nationale; faire circuler des informations « nuisibles »; dissidence politique; terrorisme; espionnage; trahison contre la patrie ou contre le peuple; meurtre; assassinat d'un garde de la police nord-coréenne; regarder des sites Web, des médias ou des films sud-coréens et étrangers; écouter des émissions de radio sud-coréennes et étrangères; enlèvement; viol; agression; cambriolage; insubordination; mots inappropriés; vol à main armée; violation des coutumes du Juche; traite d'êtres humains; passage illégal de la frontière; commettre des massacres; braquage de banque; grand vol; faire des appels internationaux illégaux sans carte de téléphone; produire et/ou regarder de la pornographie; détournement de fonds; contrefaçon de monnaie; contrebande/trafic sur le marché noir; endommager ou détruire délibérément la propriété de l'État; détruire des installations ou des technologies militaires; prendre des photos non-autorisées; activité religieuse non autorisée; de retour de pays étrangers après être devenu transfuge et prostitution,. Au moins 64 condamnations à mort ont été exécutées en 2016, et en 2017 5 fonctionnaires nord-coréens de niveau ministériel ont été exécutés; on ne sait pas si ces fonctionnaires ont été exécutés en raison d'une condamnation judiciaire ou d'un ordre direct de Kim Jong-un. Aucun chiffre officiel ne peut être connu en raison du secret entourant le sujet de la peine capitale au sein de l'État. |
| Corée du Sud                       | Non appliquée        | 1997                                                              |                                                   |                                        | Pendaison et peloton d'exécution. Peine de mort pour meurtre (plus de 2 victimes), meurtre aggravé, incendie criminel entraînant la mort, piraterie, terrorisme, enlèvement entraînant la mort, viol entraînant la mort, rébellion, trafic de drogue, complot avec des pays étrangers, vol suivi d'homicide, récidive de vol avec violence et trahison. Il y a un moratoire officieux sur les exécutions depuis que le Président Kim Dae-jung a pris ses fonctions en février 1998. |
| Émirats arabes unis                | Appliquée            | 2021                                                              |                                                   |                                        | Peloton d'exécution, lapidation, pendaison. Peine de mort pour meurtre; meurtre aggravé; les infractions liées aux drogues; l'incitation réussie au suicide d'une personne « affligée d'un manque total de libre arbitre ou de raison »; incendie criminel entraînant la mort; enlèvement entraînant la mort; les actes d'attentat à la pudeur entraînant la mort; l'importation de substances/déchets nucléaires dans l'environnement de l'État; vol non autorisé avec des véhicules sans pilote (drones); viol; trahison; adultère; apostasie; vol aggravé; terrorisme; sodomie; homosexualité; rejoindre l'État islamique d'Irak et du Levant en Syrie ou en Irak; blasphème; espionnage et parjure entraînant une exécution abusive. Voir Peine de mort aux Émirats arabes unis. |
| Hong Kong                          | Pleinement abolie    | 1966                                                              | 1993                                              | 1993                                   | Elle a été utilisée pour la dernière fois en 1966 et abolie en 1993 par le gouvernement colonial britannique d'alors. |
| Inde                               | Appliquée            | 2020                                                              |                                                   |                                        | Pendaison, l'exécution par armes à feu peut être utilisé dans le système de la cour martiale militaire. Peine de mort pour meurtre; incitation au suicide d'un mineur ou d'un malade mental; trahison; terrorisme; une deuxième condamnation pour trafic de drogue; détournement d'avions; vol aggravé; espionnage; enlèvement; être partie à un complot criminel en vue de commettre une infraction passible de la peine capitale; tentative de meurtre par les personnes condamnées à la réclusion à perpétuité si la tentative porte préjudice à la victime; le parjure entraînant une exécution abusive; le viol aggravé/le viol collectif; trafic de drogue dans des circonstances aggravées; incitation au sati, la mutinerie et son encouragement; provoquer des explosions qui peuvent mettre en danger la vie ou la propriété et quelques infractions militaires comme la désertion. Les infractions militaires peuvent être punies par un peloton d'exécution. Voir Peine de mort en Inde. |
| Indonésie                          | Appliquée            | 2016                                                              |                                                   |                                        | Peloton d'exécution. Peine de mort pour meurtre; haute trahison; espionnage; certains actes de corruption qui portent atteinte à l'économie ou aux finances nationales; vol de groupe aggravé; extorsion avec force ou menace de force; terrorisme; certaines infractions militaires; génocide; crimes contre l'humanité; piraterie entraînant la mort; trafic de drogue et mise au point, production, obtention, transfert ou utilisation d'armes chimiques. Il y a un moratoire informel sur les exécutions du fait que le président Joko Widodo a mis en place ce moratoire informel en 2018 en raison de l'indignation suscitée par les exécutions de 2015 et 2016, mais il n'y a aucun projet d'abolition,. 8 personnes, y compris des ressortissants étrangers ont été exécutés le 29 avril 2015. Voir Peine de mort en Indonésie. |
| Irak                               | Appliquée            | 2022                                                              |                                                   |                                        | Pendaison. Peine de mort pour meurtre; mettre en danger la sécurité nationale; distribuer des médicaments; viol; inceste; apostasie; espionnage; trahison; rejoindre l'État islamique d'Irak et du Levant; vol qualifié; vol à main armée; vol; cambriolage; enlèvement; attaques contre les convois de transport; incendie criminel; participation à une émeute; tuer des gardes de police et des officiers militaires; causer intentionnellement une inondation ou tenter de causer une inondation; endommager ou saboter les structures publiques; crimes de guerre, crimes contre l'humanité; génocide; financement et exécution du terrorisme. Suspendu en juin 2003 après l'invasion de 2003; rétabli en août 2004,. Au total, 447 personnes ont été exécutées entre cette date et la fin mars 2013, dont 129 rien qu'en 2012. Le Kurdistan irakien est abolitionniste dans la pratique pour tous les crimes ordinaires (reste rétentionniste pour les crimes dans des cas exceptionnels) car un moratoire est en place depuis que le président du Kurdistan Massoud Barzani l'a publié en 2007. |
| Iran                               | Appliquée            | 2022                                                              |                                                   |                                        | Pendaison, peloton d'exécution ou lapidation. L'Iran procède à des exécutions publiques. L'Iran est le deuxième pays derrière la Chine pour le nombre d'exécutions qu'il procède - en exécutant des centaines de personnes chaque année,. Les lois actuelles autorisent la peine de mort pour meurtre; vol à main armée; trafic de drogue; enlèvement; viol; cambriolage; pédophilie; sodomie; homosexualité; relations incestueuses; fornication; les relations sexuelles interdites; inconduite sexuelle; prostitution,; rébellion; complot pour renverser le régime islamique; dissidence politique; sabotage; incendie criminel; espionnage; trahison; terrorisme; rejoindre l'État islamique d'Irak et du Levant; certaines infractions militaires (par exemple la lâcheté, l'assistance à l'ennemi); apostasie; adultère; blasphème; contrefaçon; contrebande; spéculer; perturber la production; vol avec récidive; extorsion; attitude immorale; la consommation d'alcool par les récidivistes; produire ou préparer des aliments, des boissons, des cosmétiques ou des articles d'hygiène qui entraînent la mort lorsqu'ils sont consommés ou utilisés; production et publication de contenu pornographique; utiliser du matériel pornographique pour solliciter des relations sexuelles; fausse accusation récidiviste d'infractions sexuelles passibles de la peine capitale ayant entraîné l'exécution d'une personne innocente, « inimitié contre Dieu » et « corruption sur terre ». Les exécutions secrètes sont répandues dans le pays, de sorte que les chiffres exacts pour chaque année sont difficiles à obtenir et que des chiffres différents sont fournis par diverses organisations. Voir Peine de mort en Iran. |
| Israël                             | Partiellement abolie | 1962                                                              | 1954                                              |                                        | Pendaison; peloton d'exécution. Une erreur judiciaire a conduit à l'exécution d'un officier israélien, Meir Tobianski (acquitté à titre posthume) en 1948 pour trahison. Israël abolit la peine de mort pour les crimes de droit commun en 1954, mais la conserve pour crimes contre l'humanité, haute trahison, génocide et crimes contre le peuple juif en temps de guerre. Cette loi est utilisée pour pendre Adolf Eichmann en 1962 (deuxième et actuellement dernière personne à avoir été exécutée depuis l'indépendance du pays en 1948) et condamner à mort John Demjanjuk en 1988. Voir Peine de mort en Israël. |
| Japon                              | Appliquée            | 2022                                                              |                                                   |                                        | Pendaison. Peine de mort pour meurtre ; trahison et crimes contre l’État. Les juges prononcent généralement la peine de mort en cas d'homicides multiples ; la peine de mort pour un seul meurtre n'est pas particulièrement courante. Entre 1946 et 2003, 766 personnes ont été condamnées à mort, dont 608 exécutées. Pendant 40 mois, de 1989 à 1993, les ministres de la justice successifs ont refusé d'autoriser les exécutions, ce qui équivalait à un moratoire informel. Aucune exécution en 2020 (première fois en 9 ans). Voir Peine de mort au Japon. |
| Jordanie                           | Appliquée            | 2017                                                              |                                                   |                                        | Pendaison, exécution par armes à feu. Peine de mort pour certains cas de terrorisme, de meurtre, de meurtre aggravé, de viol, de vol qualifié, de trafic de drogue, de possession et d’utilisation illégales d’armes, de crimes de guerre, d’espionnage et de trahison. Les exécutions ont repris en 2014 après une interruption. |
| Kazakhstan                         | Pleinement abolie    | 2003                                                              | 2009                                              | 2021                                   | Un projet de loi limitant l'application de la peine capitale aux crimes exceptionnels commis en temps de guerre et aux actes terroristes a été adopté par les deux chambres du Parlement fin mars et fin juin 2009. Le 2 janvier 2021, le pays a aboli la peine de mort pour tous les crimes. |
| Kirghizistan                       | Pleinement abolie    | Aucune depuis l'indépendance en 1991                              | 2007                                              | 2007                                   | Aucune exécution depuis l'indépendance du pays le 25 décembre 1991. Les autorités kirghizes ont prolongé un moratoire sur les exécutions chaque année depuis 1998. Définitivement abolie pour tous les crimes quelles que soient les circonstances par la Constitution le 27 juin 2007,. |
| Koweït                             | Appliquée            | 2017                                                              |                                                   |                                        | Pendaison. Peine de mort pour apostasie ; trafic de drogue ; viol ; meurtre ; meurtre aggravé ; enlèvement ; le piratage ; torture ; traite des êtres humains ; terrorisme ; certaines infractions militaires ; les crimes contre la sécurité nationale ; espionnage ; trahison et parjure causant l'exécution d'une personne innocente |
| Laos                               | Non appliquée        | 1989                                                              |                                                   |                                        | Peine de mort pour meurtre ; prise d'otage ; enlèvement ; commettre des actes de vol qualifié contre l'État ou contre des « biens collectifs » ; gêner un officier dans l'exercice de ses fonctions publiques et causer sa mort ou le rendre handicapé physique ; la traite des femmes ou des enfants entraînant la mort, l'incapacité physique à vie ou l'infection par le VIH / sida de la victime ; terrorisme ; trafic de drogue ; perturber l'industrie, le commerce, l'agriculture ou d'autres activités économiques dans le but de saper l'économie nationale ; possession de drogue ; trahison et espionnage,. Voir Peine de mort au Laos. |
| Liban                              | Non appliquée        | 2004                                                              |                                                   |                                        | Pendaison, peloton d'exécution. Peine de mort pour meurtre ; meurtre aggravé ; viol ; pédophilie ; terrorisme ; vol commis au sein d'un gang et/ou impliquant une agression ; incendie criminel contre certains types de structures ou sabotage des communications, des transports ou des installations industrielles causant la mort ; agression particulièrement grave ; agression collective impliquant la torture; les crimes passibles de la prison à perpétuité avec récidive; l'importation de déchets nucléaires/toxiques ; pollution de rivières ou des cours d'eau avec des substances nocives ; certaines infractions militaires (par exemple la désertion) ; espionnage et trahison. Les exécutions peuvent uniquement avoir lieu sur autorisation du président de la République libanaise. Voir Peine de mort au Liban. |
| Macao                              | Pleinement abolie    | 19e siècle                                                        | 1976                                              | 1976                                   | La peine de mort a été utilisée pour la dernière fois au 19e siècle. Le Portugal a aboli la peine de mort pour tous les crimes en 1976 sur l'ensemble des territoires sous sa juridiction. |
| Malaisie                           | Appliquée            | 2017                                                              |                                                   |                                        | Pendaison. Peine de mort pour trafic de drogues dangereuses; décharger une arme à feu lors de la perpétration d'une infraction prévue; complicité en cas de décharge d'arme à feu; les infractions contre la personne du Yang di-Pertuan Agong; meurtre; enlèvement; cambriolage; vol qualifié; terrorisme et trahison. Discrétionnaire pour le trafic d'armes; encouragement à la mutinerie; parjure causant une exécution abusive; association avec une personne portant ou ayant la possession d'armes ou d'explosifs; faire la guerre ou tenter de faire la guerre ou encourager la guerre contre le Yang di-Pertuan Agong, un dirigeant ou le Yang di-Pertua Negeri (en). Bien qu'un plan visant à abolir la peine de mort ait été rejeté le 13 mars 2019, il a effectivement aboli la peine capitale mandataire et un moratoire sur les exécutions demeure,. Le 10 juin 2022, la pratique de la peine capitale obligatoire a été formellement abolie. |
| Maldives                           | Non appliquée        | Aucune depuis l'indépendance en 1965 (1952, avant l'indépendance) |                                                   |                                        | Dernière exécution en tant que colonie britannique en 1952. Peine de mort pour meurtre, terrorisme, trahison, adultère et apostasie. Moratoire de 60 ans levé en 2014. Voir Peine de mort aux Maldives. |
| Mongolie                           | Pleinement abolie    | 2008                                                              | 2012                                              | 2012                                   | Le président Tsakhiagiin Elbegdorj a institué un moratoire en 2010, commuant systématiquement toutes les condamnations à mort. Le 5 janvier 2012, « une large majorité de députés » a adopté un projet de loi visant à abolir la peine de mort. Après deux ans de moratoire officiel, le Grand Khoural d'État a officiellement signé le deuxième Protocole facultatif se rapportant au Pacte international relatif aux droits civils et politiques. Cela rend la Mongolie abolitionniste car en vertu des paragraphes 1 et 2 de l'article 1, du Pacte, « Nul relevant de la juridiction d'un État partie au présent Protocole ne sera exécuté » et « Chaque État partie prend toutes les mesures nécessaires pour abolir le peine de mort relevant de sa compétence ». Contrairement aux pays qui maintiennent officiellement la peine capitale mais l'ont abolie dans la pratique, cela a rendu la Mongolie abolitionniste en droit et en pratique. Cependant, certaines lois mortes qui étaient encore symboliquement contraignantes faisaient référence à la peine capitale. Ces lois non contraignantes ont été supprimées des statuts par une loi de 2015, entrée en vigueur le 1er juillet 2016, faisant revendiquer 2015 ou 2016 comme l'année de l'abolition,. La Mongolie est l'un des derniers États du bloc de l'Est (hors Europe de l'Est) à abolir la peine de mort. Certains prétendent même qu'elle a été abolie en 2017, la peine de mort ayant été formellement abolie le 1er juillet 2017. Voir Peine de mort en Mongolie. |
| Népal                              | Pleinement abolie    | 1979                                                              | 1990                                              | 1997                                   | Avait déjà été partiellement abolie entre 1946 et 1985. Abolie en 1997 par la Constitution. |
| Oman                               | Appliquée            | 2021                                                              |                                                   |                                        | Peine de mort pour meurtre, trafic de drogue, incendie criminel, piraterie, terrorisme, enlèvement, récidive d'infractions graves passibles de la réclusion à perpétuité, direction d'un groupe armé qui se livre à la propagation du désordre (par exemple par sabotage, pillage ou meurtre), espionnage, trahison et parjure provoquant l'exécution d'une personne innocente,. |
| Ouzbékistan                        | Pleinement abolie    | 2005                                                              | 2008                                              | 2008                                   | Le président Islam Karimov a signé un décret le 1er août 2005 qui a remplacé la peine de mort par la réclusion à perpétuité le 1er janvier 2008. |
| Pakistan                           | Appliquée            | 2019                                                              |                                                   |                                        | Pendaison. Peine de mort pour meurtre, meurtre aggravé, trafic de drogue, terrorisme, trafic d'armes, vol à main armée entraînant la mort, certaines infractions militaires (par exemple défection, assistance à l'ennemi, incitation à une mutinerie réussie), enlèvement, viol, viol collectif, parjure dans une affaire capitale conduisant à l'exécution d'une personne innocente, détournement ou sabotage du système ferroviaire, déshabillage d'une femme, une infraction programmée susceptible de créer la terreur ou de perturber l'harmonie sectaire, actes visant à semer la terreur ou à créer un sentiment de peur et d'insécurité entraînant la mort, rassemblement illégal, trahison, espionnage, adultère, homosexualité et blasphème,. Un moratoire de six ans a pris fin en 2014 avec le massacre de l'école militaire de Peshawar. Voir Peine de mort au Pakistan. |
| Palestine                          | Appliquée            | 2022                                                              |                                                   |                                        | Le Hamas procède à des exécutions publiques,. En effet, des dissidents politiques présumés, tels que des collaborateurs accusés d'entente avec Israël, sont fréquemment exécutés, souvent dans la rue ou sur les places publiques devant une foule nombreuse en guise d'avertissement aux gens, et parfois sans procès. Peine de mort pour meurtre aggravé ; meurtre ; terrorisme ; trahison ; espionnage ; les infractions militaires et certaines infractions entraînant la mort comme le vandalisme ; violations médicales ; félonie ; désobéissance ; violence ou sédition. L'État de Palestine a ratifié le Protocole facultatif se rapportant au Pacte international relatif aux droits civils et politiques. |
| Philippines                        | Pleinement abolie    | 2000                                                              | 2006                                              | 2006                                   | Abolie en 1987 en vertu de la Constitution actuelle, réintroduite en 1993, ré-abolie le 24 juin 2006 en vertu de la loi n°9346. La Chambre des représentants a voté en faveur du rétablissement de la peine de mort pour les crimes liés à la drogue en mars 2017, mais le projet de loi a été bloqué au Sénat. Voir Peine de mort aux Philippines. |
| Qatar                              | Appliquée            | 2020                                                              |                                                   |                                        | Peine de mort pour espionnage ; menace à la sécurité nationale ; apostasie (aucune exécution répertoriée) ; homosexualité ; blasphème ; meurtre ; meurtre aggravé ; vol avec violence ; incendie criminel ; torture ; enlèvement ; terrorisme ; viol ; trafic de drogue ; extorsion par menace d'accusation de crime d'honneur ; parjure causant l'exécution d'une personne innocente et trahison. |
| Singapour                          | Appliquée            | 2022                                                              |                                                   |                                        | Pendaison. Peine de mort pour terrorisme; meurtre; trahison; parjure causant une exécution injustifiée; enlèvement; certaines infractions relatives aux armes à feu; vol de groupe entraînant la mort; génocide; trafic d'armes; le piratage; tentative de meurtre par un condamné condamné à perpétuité; trafic de drogue de plus de 15 grammes d'héroïne ou de morphine, 30 grammes de cocaïne ou 500 grammes de cannabis et certaines infractions militaires,. Voir Peine de mort à Singapour. |
| Sri Lanka                          | Non appliquée        | 1976                                                              |                                                   |                                        | Peine de mort pour meurtre ; trahison ; parjure entraînant l'exécution d'une personne innocente ; viol ; vol à main armée ; trafic de drogue ; enlèvement à l'aide d'une arme à feu ; l'extorsion commise avec l'utilisation d'une arme à feu ; les infractions relative à la traite humaine commises avec l'utilisation d'une arme à feu ; tentative de meurtre avec une arme à feu ; causer des dommages avec l'utilisation d'une arme à feu ; agression physique d'un fonctionnaire au moyen d'une arme à feu et certaines infractions militaires. Moratoire depuis 1976. |
| Syrie                              | Appliquée            | 2022                                                              |                                                   |                                        | La pendaison est utilisée pour les exécutions normales et pour le personnel militaire, l'exécution par armes à feu est utilisé. La Syrie procède à des exécutions publiques. Les lois actuelles autorisent la peine de mort pour trahison; espionnage; meurtre; incendie criminel entraînant la mort; tentative d'un crime passible de la mort; récidive pour un crime passible de travaux forcés à vie; terrorisme; les actes politiques et les délits militaires tels que le port d'armes contre la Syrie dans les rangs de l'ennemi, l'insubordination, la rébellion, la désertion des forces armées à l'ennemi et les actes d'incitation sous la loi martiale ou en temps de guerre; vol violent; soumettre une personne à la torture ou à des traitements barbares lors de la commission d'un vol collectif; viol. Certains crimes sont considérés comme ceux qui méritent une peine de mort automatique, ce sont : l'appartenance aux Frères musulmans; rejoindre l'État islamique d'Irak et du Levant; trafic de drogue; la dissidence politique et la falsification de preuves matérielles aboutissant à la condamnation à mort d'un tiers pour une infraction liée aux drogues. Les exécutions extrajudiciaires sont monnaie courante en Syrie. Les personnes dispensées d'une exécution sont les femmes avec de jeunes enfants, les femmes enceintes, les malades mentaux, les handicapés intellectuels et les adolescents de moins de 18 ans à l'époque où ils ont commis le crime. Depuis le début de la guerre civile, on ne peut pas savoir clairement combien de personnes ont été condamnées à mort. En 2014, la Syrie avait un taux d'exécution par habitant de 1 pour 3 000 000 personnes. |
| Tadjikistan                        | Non appliquée        | 2004                                                              |                                                   |                                        | Peloton d'exécution. Peine de mort pour meurtre avec circonstances aggravantes; viol avec circonstances aggravantes; terrorisme; biocide; génocide. Moratoire introduit le 30 avril 2004 par le président Emomali Rahmon, ce qui signifie qu'au lieu de la peine capitale, l'individu sera condamné à la prison à vie. Les personnes exclues du couloir de la mort sont : les personnes âgées, les femmes, les femmes enceintes, les handicapés intellectuels, les malades mentaux et les adolescents de moins de 18 ans au moment du crime. De nombreux groupes d'intérêt au sein de l'État tentent d'éliminer complètement la peine de mort des textes législatifs. |
| Taïwan                             | Appliquée            | 2020                                                              |                                                   |                                        | Tir au cœur à bout portant avec un seul pistolet. L'injection létale est également une forme légale d'exécution, bien qu'il n'y ait aucun cas connu de son utilisation. Le condamné est allongé sur un matelas où le médecin marque l'endroit où se trouve le cœur; le bourreau tire sur l'endroit marqué sur le dos du condamné. Les condamnés sont mis sous sédation avant l'exécution. Si la personne condamnée décide d'être un donneur d'organes, alors le coup est dirigé vers l'arrière de la tête au niveau du tronc cérébral. Les crimes passibles de la peine de mort sont : le meurtre aggravé, le meurtre, les autres infractions entraînant la mort, le trafic de drogue, la possession de drogue, la trahison, les infractions militaires, les crimes de guerre, les crimes contre l'humanité et le génocide. Les personnes exclues de la peine capitale sont : les personnes âgées, les femmes enceintes, les femmes avec de jeunes enfants, les malades mentaux et les adolescents de moins de 18 ans au moment du crime. À partir de 2006, la peine de mort minimale obligatoire a été supprimée. À la fin de 2012, il y avait eu un nombre enregistré de 120 exécutions de prisonniers. Voir Peine de mort à Taïwan. |
| Thaïlande                          | Appliquée            | 2018                                                              |                                                   |                                        | Injection létale. Peine de mort pour 35 crimes, incluant le régicide; la sédition ou rébellion; les infractions commises contre la sécurité extérieure de la Thaïlande; meurtre ou tentative de meurtre d'un chef d'État étranger ou d'un membre de la famille royale; corruption; haute trahison; espionnage; actes de terrorisme; terrorisme; incendie criminel; viol; meurtre; meurtre aggravé; trafic de drogue; enlèvement; vol qualifié entraînant la mort; certaines infractions militaires; l'utilisation illégale d'armes à feu ou d'explosifs. Voir Peine de mort en Thaïlande. |
| Timor oriental                     | Pleinement abolie    | Aucune depuis l'indépendance en 2002                              | 2002                                              | 2002                                   | Peine de mort suspendue à la suite de l'administration de l'ONU en 1999 alors qu'elle était encore une province d'Indonésie. Abolie à l'indépendance par la Constitution en 2002. |
| Turkménistan                       | Pleinement abolie    | 1997                                                              | 1999                                              | 1999                                   | Abolie en 1999 par la Constitution. |
| Viêt Nam                           | Appliquée            | 2021                                                              |                                                   |                                        | Injection létale. Peine de mort pour trahison; agir en vue de renverser le gouvernement; espionnage; rébellion; banditisme; terrorisme; sabotage; détournement; destruction de projets de sécurité nationale; miner la paix; crimes de guerre; crimes contre l'humanité; fabrication, dissimulation et trafic de stupéfiants; certaines infractions militaires; la fabrication ou le commerce de produits contrefaits tels que des aliments ou des médicaments, entraînant des conséquences « particulièrement graves »; meurtre; viol; vol qualifié; détournement de fonds; fraude et recevoir des pots-de-vin dépassant un certain montant, ou entraînant des conséquences « particulièrement graves »,. |
| Yémen                              | Appliquée            | 2021                                                              |                                                   |                                        | Exécution par armes à feu, lapidation. Le Yémen procède à des exécutions publiques. Les lois actuelles autorisent la peine de mort pour meurtre, adultère, homosexualité,, apostasie (aucune exécution enregistrée); blasphème; trafic de drogue; parjure causant une exécution injustifiée; enlèvement; viol; inconduite sexuelle; vol violent; banditisme; terrorisme; destruction de biens entraînant la mort; la prostitution; certaines infractions militaires (par exemple la lâcheté, la désertion); espionnage et trahison. |

### Europe

Application de la peine de mort en Europe :
Abolie pour tous les crimes
Moratoire en place
Légale et appliquée.

Sur les 49 États indépendants d'Europe qui sont membres de l'ONU ou ont le statut d'observateur au sein des Nations unies :
- 1 (2 %), la Biélorussie, maintient la peine de mort ;
- 1 (2 %), la Russie, maintient la peine de mort, mais applique un moratoire ;
- 47 (96 %) l'ont complètement abolie.

L'abolition de la peine de mort est une condition préalable à l'entrée dans l'Union européenne, qui considère la peine capitale comme une pratique « cruelle et inhumaine » et « ne s'est en aucun cas avérée avoir un effet dissuasif sur la criminalité ».
Depuis 1999, la Biélorussie est le seul pays européen reconnu à appliquer librement la peine de mort et l'un des 2 seuls non membre du Conseil de l'Europe (l'autre non membre étant la Russie, exclue en 2022), cette pratique est l'une des raisons pour lesquelles sa candidature d'adhésion au Conseil de l'Europe déposée depuis 1993 n'a toujours pas été acceptée (son statut d'observateur ayant été suspendu en 1997). 2009, 2015 et 2020 ont été les trois premières années de l'histoire où l'Europe était totalement exempte d'exécutions. Ce siècle, les pays européens suivants ont aboli la peine capitale : Ukraine (2000), Malte (2000), Chypre (2002), Turquie (2004), Grèce (2004), Moldavie (2005), Albanie (2007), Lettonie (2012) et la Bosnie-Herzégovine (2019).
De tous les pays européens modernes, Saint-Marin, le Portugal et les Pays-Bas ont été les premiers à abolir la peine capitale. En 2012, la Lettonie est devenue le dernier État membre de l'UE à abolir la peine capitale en temps de guerre.
Le Conseil de l'Europe (46 membres), interdit le recours à la peine de mort en temps de paix dans l'article 2 de la Convention européenne des droits de l'homme tel que modifié par le protocole no 6 signé et ratifié par tous. L'ensemble des 46 membres actuels du Conseil sont donc abolitionnistes en temps de paix.
La Russie n'a jamais fait partie de ce groupe. En 1996, elle s'était engagée à abolir la peine de mort pour pouvoir entrer dans l'organisation mais s'est contentée de suspendre son application. Un moratoire est donc en place et cette dernière n'a plus procédé à une exécution depuis 1999. Mais, du temps où elle était membre de l'organisation, elle n'a pas ratifié l'article 2 de la Convention européenne des droits de l'homme tel que modifié par le protocole no 6. À la suite de son invasion de l'Ukraine le 24 février 2022, elle a été exclue de l'organisation avec effet immédiat le 16 mars 2022. Dès l'annonce de sa suspension fin février 2022 précédant son exclusion effective, l'ancien Président et ancien Premier ministre Dmitri Medvedev a soutenu la restauration de la peine de mort en Russie,.
Cette abolition (quasi totale) de la peine de mort conduit aussi les États membres à refuser les demandes d'extradition provenant de pays pratiquant la peine de mort si la peine de mort risque d'être demandée. En effet, celle-ci devient contraire à l'article 11 de la Convention européenne d'extradition de 1957 signé par la totalité de ses membres, mais aussi contraire à la jurisprudence de la Cour européenne des droits de l'homme.
Le but du Conseil est d'aboutir à une abolition totale de la peine de mort, à cette fin le protocole no 13 de la CEDH « relatif à l'abolition de la peine de mort en toutes circonstances » a été ouvert à la signature en 2002. Sur les 46 États du Conseil, 45 États ont déjà signé et ratifié le protocole, le dernier (Azerbaïdjan), l'a signé en 2023, mais ne l'a pas encore ratifié.
Pour terminer, le Conseil de l'Europe et l'Union européenne soutiennent officiellement, le 10 octobre, la « Journée mondiale contre la peine de mort », événement instauré en 2003 par la Coalition mondiale contre la peine de mort.
| Pays               | Statut            | Année de la dernière(s) exécution(s)                                                            | Année d'abolition pour les crimes de droit commun                                                                        | Année d'abolition pour tous les crimes                      | Notes |
| ------------------ | ----------------- | ----------------------------------------------------------------------------------------------- | --- | ----------------------------------------------------------- | --- |
| Albanie            | Pleinement abolie | 1995                                                                                            | 2000 | 2007                                                        | La pendaison était utilisée avant l'abolition. La ratification du Protocole n°13 de la CEDH a eu lieu le 6 février 2007, avec effet au 1er juin 2007. |
| Allemagne          | Pleinement abolie | 1981 (RDA)                                                                                      | 1949 (RFA) 1987 (RDA) | 1949 (RFA) 1987 (RDA)                                       | Abolie par la Loi fondamentale depuis la formation de la République fédérale d'Allemagne en 1949. Cependant, les autorités militaires américaines ont procédé à sept exécutions sur le territoire allemand en 1951, puisqu'elles n'étaient, en tant que force d'occupation, pas soumises à cela. La République démocratique allemande (pays qui a cessé d'exister en 1990 et tout son territoire a rejoint la République fédérale d'Allemagne) a aboli la peine de mort en 1987, la dernière exécution a eu lieu en 1981. |
| Andorre            | Pleinement abolie | 1943                                                                                            | 1990 | 1990                                                        | Lacet étrangleur, peloton d'exécution. Abolie en 1990 par la Constitution. |
| Arménie            | Pleinement abolie | Aucune depuis l'indépendance le 21 septembre 1991 (30 août 1991, avant l'indépendance)          | 1998 (en Arménie) 2003 (au sein de la république d'Artsakh)                                                              | 1998 (en Arménie) 2003 (au sein de la république d'Artsakh) | Abolie en 1998 par la Constitution. La dernière exécution a eu lieu lorsque l'Arménie faisait partie de l'URSS le 30 août 1991. La république d'Artsakh, non reconnue, a aboli la peine de mort le 1er août 2003, en raison de la décision d'appliquer le nouveau Code pénal de la république d'Arménie. |
| Autriche           | Pleinement abolie | 1950                                                                                            | 1950 | 1968                                                        | Abolie en temps de paix en 1950. Complètement abolie en 1968 par la Constitution. |
| Azerbaïdjan        | Pleinement abolie | 1993                                                                                            | 1998 | 1998                                                        | L’Azerbaïdjan a aboli la peine de mort le 10 février 1998. Les 128 condamnés à mort ont vu leur sentence commuée en peine de prison à perpétuité et ont été transférés, fin mars 1998, vers le pénitencier de haute sécurité de Qobustan. |
| Belgique           | Pleinement abolie | 1950                                                                                            | 1996 | 1996                                                        | La dernière exécution pour crimes de droit commun remonte à 1918. La dernière exécution pour crimes de guerre remonte à 1950. Il est a noté cependant que la dernière exécution en territoire belge fut au Ruanda-Urundi le 30 juin 1962 (la veille de l'accession du Burundi à l'indépendance, le grec Jean Kageorgis a assassiné le Premier Ministre du Burundi, le Prince Louis Rwagasore. Le ministre des Affaires étrangères Paul-Henri Spaak, de peur des troubles qu'une grâce pourrait provoquer, demande au Roi Baudouin de la refuser. C'est la dernière fois que le Roi refuse une commutation.) Abolie en 1996 par le Code pénal; depuis 2005 dans la Constitution. Voir Peine de mort en Belgique. |
| Biélorussie        | Appliquée         | 2021                                                                                            | |                                                             | La Biélorussie est le seul pays d'Europe à pratiquer la peine de mort. Les lois autorisent la peine capitale pour les actes d'agression; assassinat d'un représentant d'un État étranger ou d'une organisation internationale dans l'intention de provoquer des tensions internationales ou une guerre; terrorisme international; génocide; crimes contre la sécurité de l'humanité; meurtre avec circonstances aggravantes; terrorisme; actes terroristes; trahison qui entraîne la mort; complot pour prendre le pouvoir; sabotage; meurtre d'un policier; meurtre d'un agent de la patrouille frontalière; utilisation d’armes de destruction massive; et les violations des lois et coutumes de la guerre. Voir Peine de mort en Biélorussie. |
| Bosnie-Herzégovine | Pleinement abolie | Aucune depuis l'indépendance en 1991 (1977, avant l'indépendance)                               | 1998 (pour tous les crimes au niveau fédéral et seulement pour les crimes de droit commun en république serbe de Bosnie) | 2019 (pour tous les crimes en République serbe de Bosnie)   | Voir Peine de mort en Bosnie-Herzégovine. |
| Bulgarie           | Pleinement abolie | 1989                                                                                            | 1998 | 1998                                                        | La dernière exécution en Bulgarie a eu lieu le 4 novembre 1989, quelques jours avant la chute de Todor Jivkov, qui annonçait la fin du régime communiste. C'était la 14e fusillade de l'année sur un prisonnier condamné. |
| Chypre             | Pleinement abolie | 1962                                                                                            | 1983 | 2002                                                        | La peine capitale pour meurtre a été abolie en 1983. Complètement abolie en 2016 par un amendement à la Constitution supprimant les références à la peine capitale. La république turque de Chypre du Nord non reconnue (qui fait officiellement partie de la république de Chypre) maintient toujours la peine de mort pour trahison en temps de guerre, mais en date de 2021, elle n'a jamais procédé à une exécution. |
| Croatie            | Pleinement abolie | Aucune depuis l'indépendance en 1991 (1987, avant l'indépendance)                               | 1991 | 1991                                                        | La dernière peine capitale a été exécutée le 29 janvier 1987 par le peloton d'exécution de l'État alors que la Croatie faisait toujours partie de la RFS Yougoslavie. Le dernier condamné exécuté était Dušan Kosić qui a tué Čedomir Matijević, sa femme Slavica et leurs deux filles, Dragana et Snježana,. La peine capitale a été abolie en 1990 conformément aux dispositions de la nouvelle constitution croate promulguée pour la RS Croatie. En déclarant son indépendance en juin 1991, la nouvelle république de Croatie a déclaré la Constitution de 1990 officielle et a quitté la juridiction de la république fédérative socialiste de Yougoslavie, abolissant ainsi complètement la peine capitale. La peine de mort est interdite par l'article 21 de la Constitution croate. |
| Danemark           | Pleinement abolie | 1950                                                                                            | 1978 | 1978                                                        | Dernière exécution pour crimes de droit commun en 1892. Dernière exécution pour crimes de guerre en 1950. La peine capitale a été appliquée rétroactivement de 1945 à 1950 pour des crimes liés à l'occupation allemande pendant la Seconde Guerre mondiale, abrogée en 1951 et confirmée en 1993. Une règle similaire était en vigueur en 1952–1978 dans la loi pénale civile pour les crimes de guerre commis dans des circonstances extrêmes. |
| Espagne            | Pleinement abolie | 1975                                                                                            | 1978 | 1995                                                        | Abolie en 1978 par la Constitution sauf pour les infractions en temps de guerre. Abolie du code pénal militaire en 1995. Voir Peine de mort en Espagne. |
| Estonie            | Pleinement abolie | 1991                                                                                            | 1998 | 1998                                                        | La dernière exécution en Estonie a eu lieu le 11 septembre 1991 lorsque Rein Oruste a reçu une balle dans la nuque pour meurtre. |
| Finlande           | Pleinement abolie | 1944                                                                                            | 1949 | 1972                                                        | Dernière exécution en temps de paix en 1825. Dernière exécution en temps de guerre en 1944. La peine capitale a été abolie pour les crimes civils en 1949 (toutes les peines existantes commuées en emprisonnement à vie) et pour tous les crimes en 1972. En 1984, la peine de mort a été explicitement interdite dans la Constitution finlandaise. |
| France             | Pleinement abolie | 1977                                                                                            | 1981 | 1981                                                        | Peine de mort abolie le 9 octobre 1981 pour les crimes de droit commun. Le 3 mai 2002 la France à ratifié le protocole n°13 de la CEDH abolissant la peine de mort pour tous les crimes et par la Constitution en 2007. Voir Peine de mort en France. |
| Géorgie            | Pleinement abolie | 1995                                                                                            | 2000 | 2006                                                        | La peine de mort a été abolie pour la plupart des infractions en 1997, mais la Constitution stipulait que la Cour suprême avait le pouvoir d'imposer la peine de mort dans des cas exceptionnellement graves de « crimes contre la vie ». Le 27 décembre 2006, le président Mikheil Saakachvili a signé une loi comportant un nouvel amendement constitutionnel abolissant totalement la peine de mort en toutes circonstances. |
| Grèce              | Pleinement abolie | 1972                                                                                            | 1975 | 2004                                                        | Abolie en 1994 (loi 2207/1994) sauf pour haute trahison en temps de guerre; abolie complètement avec l'amendement constitutionnel de 2001 (en) puis avec l'approbation par le Parlement grec de la ratification du Protocole n°13 sur l'abolition de la peine de mort en toutes circonstances en novembre 2004. Voir Peine de mort en Grèce. |
| Hongrie            | Pleinement abolie | 1988                                                                                            | 1990 | 1990                                                        | La peine capitale a été abolie en 1990 et la dernière exécution a eu lieu était celle d'Ernő Vadász le 14 juillet 1988 pour meurtre. |
| Irlande            | Pleinement abolie | 1954                                                                                            | 1964 | 1990                                                        | Abolie pour la plupart des meurtres en 1964 et pour les autres infractions en 1990. Les dernières condamnations à mort ont été prononcées en 1985; toutes commués en emprisonnement depuis 1954. Le référendum constitutionnel de 2001 (en) interdit la réintroduction, même pendant l'état d'urgence. |
| Islande            | Pleinement abolie | Aucune depuis l'indépendance en 1944 (1830, avant l'indépendance)                               | 1928 | 1928                                                        | Dernière exécution en 1830 en tant que colonie du Danemark. Abolie en 1928; réintroduction rendue inconstitutionnelle en 1995 par un vote unanime du Parlement. |
| Italie             | Pleinement abolie | 1947                                                                                            | 1948 | 1994                                                        | Le 30 novembre 1786, le Grand-duché de Toscane (alors indépendant, maintenant partie intégrante de l'Italie) est devenu le premier État de l'ère moderne à abolir complètement la peine de mort, mais elle fut rapidement remise en vigueur en 1790. Presque inappliquée en Toscane après la fin de l'occupation napoléonienne (seuls deux condamnés furent exécutés en 1820 et 1830), elle fut de nouveau abolie en 1847, rétablie en 1852 et finalement définitivement annulée par le gouvernement provisoire en 1859, à la veille de l'unification italienne. La courte République romaine de février-juillet 1849 avait aboli la peine de mort avant d'être renversée par les troupes françaises. Lorsque le royaume d'Italie a été formé en 1861, la peine capitale en vigueur dans le royaume de Sardaigne a été étendue au reste de l'Italie, à l'exception de la Toscane, jusqu'à ce qu'elle soit abolie du code pénal en 1889 - bien qu'elle ait été maintenue en vertu du droit militaire et colonial. En 1926, Mussolini a réintroduit la peine de mort dans la loi italienne. Elle a été abolie du code pénal en 1944. L'article 27 de la Constitution de la République italienne (1948) l'a complètement abolie pour tous les crimes militaires et civils ordinaires en temps de paix. La peine de mort était encore, formellement, en vigueur en Italie dans le code pénal militaire, uniquement pour haute trahison contre la République ou seulement pour les crimes commis sur les théâtres de guerre (bien qu'aucune exécution n'ait jamais eu lieu) jusqu'à ce qu'elle soit également complètement abolie de celui-ci, en 1994. L'article 27 de la Constitution italienne a été modifié, en 2007, pour empêcher la réintroduction de la peine de mort en temps de guerre également. Voir Peine de mort en Italie. |
| Kosovo             | Pleinement abolie | Aucune depuis l'indépendance autoproclamée en 2008 (1984, en tant que partie de la Yougoslavie) | 2008 | 2008                                                        | La république du Kosovo partiellement reconnue n’applique pas la peine de mort. |
| Lettonie           | Pleinement abolie | 1996                                                                                            | 1999 | 2012                                                        | Peine de mort abolie pour les infractions en temps de paix en 1999. Abolie pour tous les crimes en 2012. |
| Liechtenstein      | Pleinement abolie | 1785                                                                                            | 1987 | 1989                                                        | |
| Lituanie           | Pleinement abolie | 1995                                                                                            | 1998 | 1998                                                        | |
| Luxembourg         | Pleinement abolie | 1949                                                                                            | 1979 | 1979                                                        | Abolie en 1979 par la Constitution. Voir Peine de mort au Luxembourg. |
| Macédoine du Nord  | Pleinement abolie | Aucune depuis l'indépendance en 1991 (1988, avant l'indépendance)                               | 1991 | 1991                                                        | Dernière exécution en tant que partie intégrante de la Yougoslavie en 1988. Abolie par la Constitution de 1991. |
| Malte              | Pleinement abolie | Aucune depuis l'indépendance en 1964 (1943, avant l'indépendance)                               | 1971 | 2000                                                        | Dernière exécution en tant que colonie britannique en 1943. Peine capitale pour meurtre abolie en 1971; fait partie du code militaire jusqu'en 2000. |
| Moldavie           | Pleinement abolie | Aucune depuis l'indépendance en 1991                                                            | 1995 | 2005                                                        | Aucune exécution depuis l'indépendance du pays en 1991. Le 23 septembre 2005, la Cour constitutionnelle moldave a approuvé des amendements constitutionnels abolissant la peine de mort. L'État autoproclamé de Transnistrie, revendiqué par la Moldavie, maintient toujours la peine de mort mais observe un moratoire sur les exécutions depuis 1999. |
| Monaco             | Pleinement abolie | 1847                                                                                            | 1962 | 1962                                                        | Abolie en 1962 par la Constitution. |
| Monténégro         | Pleinement abolie | Aucune depuis l'indépendance en 2006 (1981, avant l'indépendance)                               | 1995 | 1995                                                        | Dernière exécution en tant que partie intégrante de la Yougoslavie le 29 janvier 1981. La peine capitale est abolie par la république fédérale de Yougoslavie en 1995. Lorsque le Monténégro a déclaré son indépendance en 2006, il est devenu un État abolitionniste. |
| Norvège            | Pleinement abolie | 1948                                                                                            | 1905 | 1979                                                        | Abolie pour les infractions en temps de paix en 1905, dernière exécution pour infractions en temps de paix en 1876. Dernières exécutions de criminels en temps de guerre menées contre 37 hommes condamnés pour trahison ou crimes de guerre pendant la Seconde Guerre mondiale en 1945–48. Voir Peine de mort en Norvège. |
| Pays-Bas           | Pleinement abolie | 1952                                                                                            | 1870 | 1982 (métropole) 2010 (Antilles néerlandaises)              | Dernière exécution pour infractions en temps de paix en 1860. Abolie pour les infractions commises en temps de paix en 1870. Abolie aux Pays-Bas par la Constitution de 1982. Le dernier territoire d'outre-mer des Pays-Bas à l'abolir a été les Antilles néerlandaises en 2010. |
| Pologne            | Pleinement abolie | 1988                                                                                            | 1997 | 1997                                                        | Une réforme du droit pénal comprenant le rétablissement de la peine de mort a été proposée en 2004 par le parti Droit et justice, mais il a perdu son vote en première lecture au Sejm par 198 voix contre 194 avec 14 abstentions. On dit que ce n'était que du populisme, car la Pologne faisait partie de l'Union européenne et que cette initiative n'avait donc guère de chance d'aboutir. |
| Portugal           | Pleinement abolie | 1917                                                                                            | 1867 | 1976                                                        | La peine capitale a été abolie pour les crimes politiques en 1852, les crimes civils en 1867 et les crimes de guerre en 1911. En 1916, la peine capitale n'a été rétablie que pour les infractions militaires commises lors d'une guerre contre un pays étranger et sur le théâtre d'une guerre. La peine capitale a de nouveau été complètement abolie en 1976. Voir Peine de mort au Portugal. |
| Roumanie           | Pleinement abolie | 1989                                                                                            | 1990 | 1990                                                        | Les dernières personnes condamnées et exécutées en Roumanie étaient l'ancien dictateur Nicolae Ceaușescu et son épouse, Elena Ceaușescu, à la suite de la Révolution roumaine de 1989. Leurs chefs d'accusations allaient de crimes contre l'humanité à la haute trahison. Abolie en 1990 et interdite par la Constitution roumaine de 1991. |
| Royaume-Uni        | Pleinement abolie | 1964 (Royaume-Uni) 1977 (Bermudes)                                                              | 1973 | 1998                                                        | La dernière exécution au Royaume-Uni remonte à 1964. La dernière exécution sur un territoire britannique d'outre-mer a eu lieu aux Bermudes en 1977. Abolie pour meurtre en 1969 en Grande-Bretagne et 1973 en Irlande du Nord. Abolie pour toutes les infractions restantes (haute trahison, piraterie avec violence et infractions sous juridiction militaire) au Royaume-Uni en 1998. Le treizième protocole de la Convention européenne ratifié en 2003 confirme l'abolition totale. Le dernier territoire britannique ou dépendance de la Couronne à abolir complètement la peine capitale était Jersey le 10 décembre 2006. Voir Peine de mort au Royaume-Uni. |
| Russie             | Non appliquée     | 1999 (en Tchétchénie) 1996 (reste de la Russie)                                                 | |                                                             | Peloton d'exécution. La Russie maintient la peine de mort, mais elle est rarement utilisée. Il y a eu 4 brèves périodes où la Russie a complètement aboli la peine de mort : au XVIIIe siècle, l'impératrice Élisabeth Ire l'a abolie, mais elle a été restaurée par l'empereur suivant, Pierre III ; du 12 mars au 12 juillet 1917, après le renversement du tsar ; du 27 octobre 1917 au 16 juin 1918, à la suite de la prise du pouvoir par les bolcheviks ; et de 1947 à 1950, après la fin de la Seconde Guerre mondiale (Joseph Staline l'a abolie en 1947, mais il l'a restaurée en 1950 ; pendant cette courte période, la peine la plus sévère en URSS était la servitude pénale au Goulag pendant 25 ans). Actuellement, le Code pénal de la fédération de Russie prévoit la peine de mort pour cinq crimes : meurtre avec circonstances aggravantes, tentative d'assassinat contre un homme d'État ou une personnalité publique, atteinte à la vie d'une personne qui administre la justice ou des enquêtes préliminaires, atteinte à la vie d'un agent judiciaire et génocide. Le 16 avril 1997, la Russie a signé le sixième protocole à la Convention européenne des droits de l'homme, mais ne l'a pas encore ratifié. Il y a un moratoire sur les exécutions depuis 1996 ; aucune exécution n'a eu lieu en fédération de Russie depuis août 1996 (sauf une en 1999 en République tchétchène, ancien État à reconnaissance limitée). En novembre 2009, la Cour constitutionnelle a prolongé le moratoire indéfiniment en attendant la ratification du sixième protocole. La peine de mort est toujours présente dans les statuts. |
| Saint-Marin        | Pleinement abolie | 1468 ou 1667                                                                                    | 1848 | 1865                                                        | La peine capitale a été abolie pour les crimes civils en 1848. La peine de mort a été complètement abolie pour tous les crimes en 1865. |
| Serbie             | Pleinement abolie | Aucune depuis l'indépendance en 2006 (1992, avant l'indépendance)                               | 1995 | 1995                                                        | Dernière exécution en tant que partie intégrante de la Yougoslavie en 1992. Peine capitale abolie par la république fédérale de Yougoslavie en 1995. Lorsque la Serbie est devenue indépendante en 2006, elle est devenue un État abolitionniste. |
| Slovaquie          | Pleinement abolie | Aucune depuis l'indépendance en 1993 (1989, avant l'indépendance)                               | 1990 | 1990                                                        | La dernière exécution lorsqu'elle faisait partie de la Tchécoslovaquie remonte à 1989. Abolie en 1990 par la Constitution alors qu'elle était encore une partie constitutive de la Tchécoslovaquie. À l'indépendance, le 1er janvier 1993, la Slovaquie est devenue un nouvel État abolitionniste. |
| Slovénie           | Pleinement abolie | Aucune depuis l'indépendance en 1991 (1959, avant l'indépendance)                               | 1991 | 1991                                                        | Dernière exécution en tant que partie intégrante de la Yougoslavie en 1959. Supprimée en République yougoslave slovène en 1989 par la Constitution. Lors de la déclaration d'indépendance en 1991, la Slovénie s'est retirée de la juridiction des lois fédérales yougoslaves sur la peine capitale et a effectivement abouti à l'abolition complète. |
| Suède              | Pleinement abolie | 1910                                                                                            | 1921 | 1973                                                        | Infractions en temps de paix 1921, infractions en temps de guerre 1973. Interdit par la Constitution depuis 1975. Voir Peine de mort en Suède. |
| Suisse             | Pleinement abolie | 1944                                                                                            | 1942 | 1992                                                        | La peine capitale a été abolie en 1874, mais rétablie en 1879. Elle était pratiquée par quelques cantons (neuf exécutions jusqu'en 1940). Abolie par vote populaire en 1938, sauf pour les crimes militaires en temps de guerre, pour lesquels elle a été abolie en 1992. Interdit par la Constitution de 1999. Voir Peine de mort en Suisse. |
| Tchéquie           | Pleinement abolie | Aucune depuis l'indépendance en 1993 (1989, avant l'indépendance)                               | 1990 | 1990                                                        | La dernière exécution en tant que partie intégrante de la Tchécoslovaquie date de février 1989. Abolie après la révolution de velours de 1990 par un amendement à la Constitution de la Tchécoslovaquie (en). Au moment de l'indépendance, le 1er janvier 1993, la République tchèque est devenue un nouvel État abolitionniste. |
| Turquie            | Pleinement abolie | 1984                                                                                            | 2002 | 2004                                                        | Abolie en 2004 par la Constitution. Le 29 octobre 2016, le président turc Recep Tayyip Erdoğan a déclaré que son gouvernement demanderait au Parlement d'envisager de réintroduire la peine de mort comme punition pour les comploteurs derrière la tentative de coup d'État de juillet, tout en émettant la possibilité de la réintroduire par le biais d'un référendum. |
| Ukraine            | Pleinement abolie | 1997                                                                                            | 2000 | 2000,                                                       | Abolie en février 2000 après que la Cour constitutionnelle a déclaré la peine de mort inconstitutionnelle en décembre 1999,. Un nouveau code pénal a été adopté en avril 2000,. La république populaire de Donetsk, non reconnue, a réintroduit la peine de mort pour trahison en 2014. |
| Vatican            | Pleinement abolie | 1870                                                                                            | 1969 (2001) | 1969 (2001)                                                 | Dernière exécution le 9 juillet 1870. Le mazzatello a été utilisé dans l'Antiquité, puis la pendaison, la décapitation et à partir de 800 la décapitation à la guillotine. Jamais utilisé dans la Cité du Vatican elle-même et effectué uniquement dans les États pontificaux par les autorités locales où les condamnations ont été prononcées. De 1870 à 1929, le Vatican n'avait aucun territoire souverain et aucune condamnation à mort n'a été appliquée. Officiellement réintroduit dans les codes de loi en 1927, uniquement en cas d'assassinat du pape. Abolie en 1969 (abolition officiellement ratifiée en 2001 seulement). |

### Océanie
| Pays                        | Statut            | Année de la dernière(s) exécution(s)                              | Année d'abolition pour les crimes de droit commun | Année d'abolition pour tous les crimes | Notes |
| --------------------------- | ----------------- | ----------------------------------------------------------------- | ------------------------------------------------- | -------------------------------------- | --- |
| Australie                   | Pleinement abolie | 1967                                                              | 1984                                              | 1985                                   | Abolie en 1973 pour la justice fédérale, l'État de la Nouvelle-Galles-du-Sud étant le dernier État abolitionniste. |
| États fédérés de Micronésie | Pleinement abolie | Aucune depuis l'indépendance en 1986                              | 1986                                              | 1991                                   | À l'indépendance |
| Fidji                       | Pleinement abolie | Aucune depuis l'indépendance en 1970 (1964, avant l'indépendance) | 1979                                              | 2015                                   | Abolitionniste de fait depuis l'indépendance en 1970. La peine de mort est abolie en 1979 sauf pour les crimes de trahison et de piraterie. Elle est abolie en 2002 pour tous les crimes, sauf en application de la loi martiale. Cette dernière exemption est abolie en février 2015. |
| Îles Marshall               | Pleinement abolie | Aucune depuis l'indépendance en 1986                              | 1986                                              | 1986                                   | À l'indépendance |
| Îles Salomon                | Pleinement abolie | Aucune depuis l'indépendance en 1978                              | 1966                                              | 1966                                   | Abolie avant l'indépendance du pays en 1978. |
| Kiribati                    | Pleinement abolie | Aucune depuis l'indépendance en 1979                              | 1979                                              | 1979                                   | À l'indépendance |
| Nauru                       | Pleinement abolie | Aucune depuis l'indépendance en 1968                              | 2016                                              | 2016                                   | Abolitionniste de fait depuis l'indépendance en 1968. Le peine de mort est formellement abolie en mai 2016. Bien qu'il ait aboli la peine capitale, Nauru a voté contre le moratoire de l'ONU sur la peine de mort (en) en 2018. |
| Nouvelle-Zélande            | Pleinement abolie | 1957                                                              | 1961                                              | 1989                                   | Abolie en Nouvelle-Zélande en 1941 pour la plupart des crimes, rétablie en 1950, abolie à nouveau en 1961 pour la plupart des crimes et officiellement abolie pour trahison en 1989. En 2007, les îles Cook sont devenues le dernier des territoires d'outre-mer néo-zélandais à abolir la peine capitale. |
| Palaos                      | Pleinement abolie | Aucune depuis l'indépendance en 1994                              | 1980                                              | 1980                                   | À l'indépendance |
| Papouasie-Nouvelle-Guinée   | Pleinement abolie | Aucune depuis l'indépendance en 1975 (1957, avant l'indépendance) | 2022                                              | 2022                                   | Dernière exécution sous administration australienne en novembre 1957. La peine de mort est abolie en 1970, cinq ans avant l'indépendance. Elle est rétablie en 1991, mais jamais appliquée. Les crimes passibles de peine de mort sont la trahison; le piratage; la tentative de piratage; le meurtre volontaire. En 2013, le gouvernement annonce que la peine de mort sera désormais appliquée, notamment pour des crimes tels que le viol, le vol qualifié et les meurtres liés à la sorcellerie, puis suspend cette décision en 2015. Le pays abolit à nouveau le peine de mort en janvier 2022, sans l'avoir jamais appliquée. Le ministre de la Justice Bryan Kramer explique que le pays n'a pas les moyens de l'appliquer humainement, et le Premier ministre James Marape souligne que le peine de mort n'a pas un effet dissuasif efficace, et est contraire aux principes chrétiens du pays. Les quarante condamnés dans le couloir de la mort voient leur peine commuée en emprisonnement à perpétuité,. |
| Samoa                       | Pleinement abolie | Aucune depuis l'indépendance en 1962 (1952, avant l'indépendance) | 2004                                              | 2004                                   | Dernière exécution sous le régime colonial néo-zélandais en avril 1952. Depuis l'indépendance en 1962, toutes les condamnations à mort ont été commuées en peines de prison à vie. La peine de mort a été officiellement abolie en 2004. |
| Tonga                       | Non appliquée     | 1982                                                              |                                                   |                                        | Pendaison. Peine de mort pour trahison et meurtre. |
| Tuvalu                      | Pleinement abolie | Aucune depuis l'indépendance en 1978                              | 1978                                              | 1978                                   | À l'indépendance |
| Vanuatu                     | Pleinement abolie | Aucune depuis l'indépendance en 1980                              | 1980                                              | 1980                                   | À l'indépendance |